# 日程
| ウィキペディアには「日程」という見出しの百科事典記事はありません（タイトルに「日程」を含むページの一覧/「日程」で始まるページの一覧）。 代わりにウィクショナリーのページ「日程」が役に立つかもしれません。 |